# Strękowa Góra
Strękowa Góra – wieś w Polsce położona w województwie podlaskim, w powiecie białostockim, w gminie Zawady.
Wierni kościoła rzymskokatolickiego należą do parafii św. Antoniego Padewskiego w Nowych Chlebiotkach.
Uwaga: Nie mylić z pobliską wsią Góra Strękowa, w tej samej gminie.

## Historia
Wieś szlachecka Strękowo-Góra położona była w drugiej połowie XVI wieku w powiecie zambrowskim ziemi łomżyńskiej. W latach 1921–1939 wieś leżała w województwie białostockim, w powiecie łomżyńskim, w gminie Chlebiotki.
Według Powszechnego Spisu Ludności z 1921 roku wieś zamieszkiwało 287 osób, 260 było wyznania rzymskokatolickiego a 27 mojżeszowego. Jednocześnie 260 mieszkańców zadeklarowali polską przynależność narodową a 27 żydowską. Było tu 28 budynków mieszkalnych. Miejscowość należała do parafii rzymskokatolickiej w Wiźnie. Podlegała pod Sąd Grodzki i Okręgowy w Łomży; właściwy urząd pocztowy mieścił się w m. Zawady.
W wyniku napaści ZSRR na Polskę we wrześniu 1939 miejscowość znalazła się pod okupacją sowiecką. Od czerwca 1941 roku pod okupacją niemiecką. Od 22 lipca 1941 r.  do wyzwolenia włączona w skład okręgu białostockiego III Rzeszy.
Do 1954 roku miejscowość należała do gminy Chlebiotki. W latach 1975–1998 miejscowość administracyjnie należała do województwa łomżyńskiego.

## Stowarzyszenia
Na terenie tej małej wsi działają 3 stowarzyszenia, Stowarzyszenie Rozwoju Wsi Strękowa Góra, Stowarzyszenie Alternatywnych Sportów Rekreacji i Turystyki „Integra” oraz Lokalna Organizacja Turystyczna „Brama na Bagna”, Lokalna Grupa Działania „Brama na Bagna”, Lokalna Organizacja Grantowa „Brama na Bagna”.

## Zabytki
- cmentarz wojenny z I wojny światowej, nr rej.:273 z 10.03.1987[11].